# الميرة سليمانوفا
الميرة سليمانوفا (بالأذرية: Elmira Teymur qızı Süleymanova)؛ مواليد 17 يوليو 1937 – 25 أبريل 2024) هي كيميائية أذربيجانية وموظفة مدنية. عام 2002، أصبحت مفوضة حقوق الإنسان (أمينة المظالم) في الجمهورية.

## نشأتها
ولدت الميرة في مدينة باكو في 17 تموز (يوليو) 1937 وتخرجت بدرجة في الكيمياء من جامعة أذربيجان الحكومية بمرتبة الشرف. عملت بعد تخرجها في معهد العمليات البتروكيماوية التابع لأكاديمية العلوم الوطنية الأذربيجانية كمساعدة مختبر، ثم أصبحت مديرة المختبر. عام 1967، حصلت على شهادة الدراسات العليا من الأكاديمية الوطنية للعلوم وحصلت على الدكتوراة عام 1980 عام 1988 وأصبحت أستاذة جامعية بنفس العام. وهي أيضاً عضو في أكاديمية نيويورك للعلوم منذ عام 1997. ألّفت أكثر من 200 عملاً علمياً وشاركت في ما يزيد عن 40 اختراعاً في الكيمياء والصناعات العطرية.
كانت الميرة خبيرة في البتروكيماويات والكيمياء العضوية. وهي مؤسسة مركز النساء والتنمية الأذربيجاني، وهو منظمة غير حكومية تعمل كمركز استشاري مع المجلس الاقتصادي والاجتماعي للأمم المتحدة.

## مهنة أمين المظالم
انتخبت الجمعية الوطنية الميرة سليمانوفا كأول محقق للمظالم في 2 تموز (يوليو) 2002، وأُعيد انتخابها سنة 2010. عام 2015، عُيّنت نائباً لرئيس رابطة أمناء المظالم الآسيوية وهي عضو في معهد الأوروبي للمظالم. وبصفتها أمينة للمظالم، نفّذت برامج تحمي وتحسّن وضع المرأة والمسنين والشباب المشردين والفقراء وضحايا العنف.
منحها الرئيس الأذربيجاني إلهام علييف وسام الشهرة عام 2007 ووسام الشرف عام 2017 وذلك لمساهماتها في الدفاع عن حقوق الإنسان.